# نویل چمبرلین (اسقف)
نویل چمبرلین (انگلیسی: Neville Chamberlain; ۲۴ اکتبر ۱۹۳۹ – ۸ اکتبر ۲۰۱۸) اسقف انگلیسی انگلیکان بود. او به عنوان اسقف برچین در کلیسای اسقفی اسکاتلند از سال ۱۹۹۷ تا ۲۰۰۵ خدمت کرد.